# San Vero Milis
San Vero Milis település Olaszországban, Szardínia régióban, Oristano megyében. Lakosainak száma 2422 fő (2023. január 1.). San Vero Milis Baratili San Pietro, Milis, Riola Sardo, Tramatza, Narbolia és Zeddiani községekkel határos.

## Népesség
A település lakossága az elmúlt években az alábbi módon változott:
| Lakosok száma | 2494 | 2493 | 2422 |
|               | 2017 | 2018 | 2023 |